# پوریا درینی
پوریا درینی (متولد ۴ بهمن ۱۳۶۹-در شهرستان جیرفت استان کرمان) استاد بزرگ شطرنج و عضو تیم ملی شطرنج ایران می‌باشد.
وی در سال ۱۳۹۱ و از سوی فدراسیون جهانی شطرنج به عنوان استادبزرگ شطرنج معرفی شد، تا بدین ترتیب هشتمین فرد ایرانی باشد که به این عنوان دست می‌یابد.